# Wolfgang Ernst Pauli
Wolfgang Ernst Pauli, avstrijski fizik, * 25. april 1900, Dunaj, Avstro-Ogrska, † 15. december 1958, Zürich, Švica.

## Življenje
Wolfgang Pauli se je rodil očetu Josefu in materi Berti Camilli rojeni Schütz. Drugo ime Ernst je dobil v čast krstnemu botru, fiziku in filozofu Ernstu Machu.
Pauli je obiskoval Döblinško gimnazijo na Dunaju in jo končal z odliko leta 1918. Le dva meseca po zaključku je objavil svoj prvi znanstveni članek na temo Einsteinove splošne teorije relativnosti. Vpisal se je na Univerzo Ludwiga-Maximiliana v Münchnu, kjer je delal v Sommerfeldovi skupini in doktoriral julija 1921 z delom o kvantni teoriji ionizirane molekule vodika.
Na Sommerfeldovo prošnjo je Pauli prevzel urejanje poglavja o relativnosti za nemško enciklopedijo Encyklopaedie der mathematischen Wissenschaften. Delo - naraslo je na 237 strani - je končal dva meseca po uspešno obranjenem doktorskem delu. Ugodno ga je ocenil sam Einstein in je bilo objavljeno tudi kot samostojna monografija, ki še do danes ostaja eno temeljnih del na tem področju.
Po doktoratu je leto dni preživel na Univerzi v Göttingenu kot Bornov asistent, naslednje leto pa na inštitutu za teoretično fizko v Københavnu, danes znanem kot Inštitutu Nielsa Bohra za teoretično fiziko. Med letoma 1923 in 1928 je predaval fiziko na Univerzi v Hamburgu. V tem obdobju je Pauli opravil svoj ključni prispevek k razvoju sodobne kvantne mehanike, med katerim je treba posebej izpostaviti Paulijevo izključitveno načelo in teorijo nerelativističnega spina.
Maja 1929 je Pauli izstopil iz rimskokatoliške cerkve, decembra istega leta pa se je poročil z Käthe Margarethe Deppner. Zakon se je končal z ločitvijo nepolno leto pozneje.
Leta 1928 je Pauli dobil mesto rednega profesorja za teoretično fiziko na Zveznem tehnološkem inštitutu v Zürichu. Leto 1931 je preživel kot gostujoči profesor na Univerzi Michigana v Ann Arborju, Michigan v ZDA, leto 1935 pa na Inštitutu za višji študij v Princetonu, New Jersey, ZDA.
Leta 1934 se je poročil s Francisko Bertram. Zakon, v katerem nista imela otrok, je trajal do njegove smrti.
Z nemško priključitvijo Avstrije leta 1938 je Pauli postal nemški državljan, kar mu je z izbruhom 2. svetovne vojne leto pozneje nakopalo težave. Leta 1940 se je preselil v ZDA, kjer je v Princetonu dobil mesto profesorja za teoretično fiziko. Ob koncu vojne leta 1945 se je vrnil v Zürich, kjer je ostal do smrti.
Leta 1945 je prejel Nobelovo nagrado za fiziko za svoj »odločilni prispevek, opravljen leta 1925 z odkritjem novega zakona narave, izključitvenega načela ali Paulijevega načela«. Za nagrado ga je predlagal Einstein.
Pauli je umrl v Zürichu.

## Znanstvena pot
Na svoji fizikalni poti je Pauli opravil številne pomembne prispevke, pretežno na področju kvantne mehanike. Njegovi članki so maloštevilni, številnejša pa so pisma sodelavcem, med katerimi izstopata Bohr in Heisenberg, ki ju je Pauli štel za osebna prijatelja. Številnih zamisli ni nikoli objavil, ampak jih je izrazil le v svojih pismih, ki so jih prejemniki pogosto prepisali in širili dalje. Kaže, da Paulija ni skrbelo, da veliko njegovega dela tako ni doživelo javnega priznanja. Med prispevki, ki jih nedvomno priznavajo Pauliju, pa so najpomembnejši:
- Leta 1924 je Pauli predlagal pojasnitev neujemanja med opaženimi molekulskimi spektri in nastajajočo teorijo kvantne mehanike z uvedbo nove kvantne prostostne stopnje. Izrazil je Paulijevo izključitveno načelo, po katerem dva elektrona ne moreta obenem obstajati v istem kvantnem stanju. Uhlenbeck in Goudsmit sta pozneje to domnevno prostostno stopnjo poistovetila kot elektronski spin.
- Leta 1926, kmalu potem, ko je Heisenberg objavil matrično teorijo kvantne mehanike, jo je Pauli uporabil za opis izmerjenega spektra vodikovega atoma, kar je zagotovilo verodostojnost Heisenbergovi teoriji.
- Leta 1927 je uvedel Paulijeve matrike kot temelj za operatorje spina, s čimer je rešil nerelativistično spinsko teorijo. Delo je vplivalo na Diraca pri njegovem odkritju Diracove enačbe za relativistični elektron.
- Leta 1931 je predlagal pojasnitev zveznega spektra pri razpadu β z obstojem nenabitega delca brez mase. Tri leta pozneje je Enrico Fermi uporabil ta privzetek – delec je poimenoval nevtrino – v svoji teoriji radioaktivnega razpada. Nevtrine so prvič eksperimentalno dokazali leta 1959.
- Leta 1940 je dokazal izrek o spinski statistiki, kritični rezultat kvantne mehanike, ki zagotavlja, da velja za delce s polcelim spinom (fermione) Fermi-Diracova statistika, za delce s celim spinom (bozone) pa Bose-Einsteinova statistika.

## Anekdote
Pauli je bil znan po svoji nenavadni sposobnosti poškodovanja eksperimentalne opreme zgolj s svojo navzočnostjo, kar so imenovali Paulijev pojav. Tega se je dobro zavedal in se vsakokrat, ko se je to zgodilo, razveselil.
V fiziki je stremel za popolnostjo. To se ni odražalo samo v njegovem delu, temveč tudi v delu njegovih sodelavcev. V fizikalni srenji so ga označili kot »fizikalno vest« in njegovi sodelavci so se zaradi tega čutili odgovorne. Za vsakršno teorijo, ki jo je odklanjal, jo je povečini neusmiljeno označeval kot povsem napačno, ganz falsch. Znana je tudi njegova sodba o nekem članku, za katerega je dejal: »To ni pravilno. In tudi napačno ni.«
Po znani zgodbi iz fizikalnega sveta ga je po smrti leta 1958 uradno sprejel Bog. Pauli ga je vprašal, zakaj je konstanta fine strukture enaka ravno 1/(137,036...). Bog je pokimal, odšel do table in z divjimi potezami začel čečkati enačbe. Pauli ga je sprva opazoval z velikim navdušenjem, kmalu pa je začel odločno odkimavati...